# Судол, Элисон
Элисон Лорен Судол (англ. Alison Loren Sudol, род. 23 декабря 1984), известна как A Fine Frenzy («Прекрасное безумие») — американская актриса, альтернативная певица, композитор и пианистка. Её дебютный альбом One Cell in the Sea был выпущен в 2007 году, затем в 2009 году вышел второй студийный альбом Bomb in a Birdcage. Судол попала в музыкальные чарты США, Германии, Австралии, Швейцарии, Польши и Франции, а также других стран. Её музыка была отмечена в многочисленных телевизионных шоу, а также использовалась в нескольких крупных кинофильмах.

## Биография

### Детство
Элисон родилась в Сиэтле, штат Вашингтон, в семье двух учителей драматического искусства. Судол и её мать переехали в Лос-Анджелес после того, как её родители развелись, когда ей было пять лет. В детстве она редко видела своего отца, Джона Судола. Элисон слушала разную музыку, включая Арету Франклин, Эллу Фицджеральд и свинг.
Она окончила среднюю школу в возрасте 16 лет и считала себя «скучной и тихой» (англ. nerdy and quiet). Судол не «пьёт и не курит или делает что-то в этом роде». Как она заявила в интервью: «Я очень нервничала о поездке в колледж, когда была моложе. Я поняла, что мне необходимо два года, чтобы разобраться, что делать с музыкой. И в 18 лет я была так глубоко в ней, что я не хотела останавливаться». В возрасте 18 лет Судол организовала свою первую группу, Monro.
У Судол страсть к литературе, и она погрузилась в работы Клайва Льюиса, Элвина Уайта, Льюиса Кэрролла, Энтони Троллопа и Чарльза Диккенса. Название её группы «A Fine Frenzy» взято из строфы в пьесе Шекспира «Сон в летнюю ночь». После обучения игре на пианино она начала вкладывать свою творческую энергию в написание песен. Разослав короткое демо, она получила ответ от Джейсона Флома из EMI, который подписал с ней контракт после посещения её дома и «прослушивания её игры».

### Музыкальная карьера

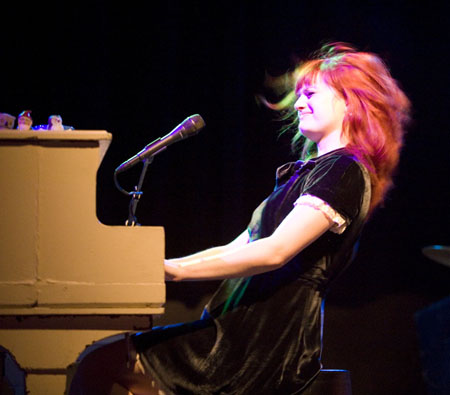
Судол играет на пианино

В марте 2007 года Судол появилась на конференции South by Southwest (SXSW), открытой для The Stooges. Вскоре после этого был выпущен её дебютный альбом One Cell in the Sea, получивший положительные отзывы. Её первый сингл, «Almost Lover», достиг 25 строчки музыкального чарта Billboard’s Hot Adult Contemporary Tracks. В середине 2007 года она выступала во время тура Руфуса Уэйнрайта. В марте и апреле она отправилась в свой собственный тур по США и Канаде. В апреле она гастролировала во Франции, Бельгии, Германии, и Швейцарии. В сентябре 2008 года она выступала на премьере «New Pop Festival», организованной в Германии телекомпанией SWR3. Она вернулась в Германию, Австралию и Швейцарию на сольный тур в ноябре 2008 года, а также играла на фестивале «Super Bock em Stock» в декабре того же года.
Её песня «You Picked Me» была представлена на iTunes в рубрике «Бесплатный сингл недели» 14 августа 2007 года, и VH1 показал её в качестве одного из музыкантов «You Oughta Know». Кроме того, в октябре 2008 года «You Picked Me» была выбрана в качестве темы SIC, в португальской телевизионной сети.
Альбом One Cell in the Sea был продан в количестве 300 000 копий. В 2008 году он был выпущен в Германии, Австралии, Швейцарии и Польше. В каждой из этих стран альбом достиг пика в топ-30, сингл «Almost Lover» достиг восьмого места в Германии, десятого в Швейцарии и пятого в Австралии.
Второй альбом Судол, Bomb in a Birdcage, вышел 8 сентября 2009 года. Первый сингл, «Blow Away», был выпущен в июле 2009 года, затем вышло ещё два сингла — «Happier» и «Electric Twist».
В Твиттере Судол объявила о начале работы над третьим альбомом, хотя дата и название не были озвучены, альбом планируется выпустить в 2012 году.
31 октября Судол в твиттере сообщила о том, что группа занимается мастерингом записи.

### Выступления на телевидении
6 февраля 2008 года Судол исполнила «Come On, Come Out» на «The Late Show with David Letterman». 23 февраля она исполнила «Almost Lover» и «Come On, Come Out» на CBS' Saturday Early Show. Она была приглашённой звездой на премьере четвёртого сезона «C.S.I.: Место преступления Нью-Йорк», исполняя роль Новы Кент. Во время её выступления на The Late Late Show with Craig Ferguson 15 октября 2009 года она спела «Blow Away». В телевизионном сериале «Доктор Хаус» песню «Whisper» можно услышать в эпизоде «Joy to the World», а также «Hope for the Hopeless» звучала в трёх эпизодах: «Act Your Age», «Human Error», и «Airborne». «Hope for the Hopeless» была также представлена на премьере сериала «Притяжению вопреки».
Песня «Near to You» прозвучала в эпизоде «Friendship/Passion» сериала «Дикий огонь». В сериале «Как я встретил вашу маму» звучала песня «Lifesize» в эпизоде «Doppelgangers». Также песня «The Beacon» была использована в эпизоде «Hot and Bothered» канадской полицейской драмы «Копы-новобранцы». «Ashes and Wine» была использована в эпизоде «Bad Moon Rising» сериала «Дневники вампира». Также её музыка была использована в сериале «Голливудские холмы».

## Дискография

### Альбомы
- One Cell in the Sea (2007, Virgin Records)
- Bomb in a Birdcage (2009, Virgin Records)
- A Fine Frenzy Live at the House of Blues Chicago (2009, Virgin Records) (iTunes exclusive)
- Pines (2012, Virgin Records)

### EPs
- Demo — EP (2006): «Rangers», «Almost Lover», «The Well»
- Live Session (iTunes Exclusive) — EP (2007): «Almost Lover», «The Minnow & the Trout», «Borrowed Time», «Last of Days»
- Live in 2007 (2007), (Amazon.com exclusive): «Almost Lover (Live)», «Come On, Come Out (Live)», «Rangers (Live)», «The Minnow & The Trout (Live)»
- Come On, Come Out (2008), Germany: «Come On, Come Out» + Nachtwandler Protone Mix, «Love Sick», «Devil’s Trade»
- Oh Blue Christmas (2009), (iTunes/Target exclusive): «Blue Christmas», «Winter Wonderland», «Winter White», «Christmas Time is Here», «Wish You Well», «Redribbon Foxes»

### Синглы
- «Almost Lover» (2007), Germany, Switzerland, Austria, Slovenia, Poland, Lithuania
- «Rangers» (2007)
- «Come On, Come Out» (2008), Poland
- «Blow Away» (2009), International
- «Happier» (2009), International
- «Electric Twist» (2010), International

### Саундтреки
- Dan in Real Life (2007): «Fever»
- Sleepwalking (2008): «Come On, Come Out»
- Powder Blue (2009): «Ride-Goldrush»
- The Vampire Diaries (2010): «Ashes and Wine», «Stood Up», «All You Wanted» (with Sounds Under Radio)
- Monte Carlo (2011): «Blow Away»
- New Year’s Eve (2011): «The Fun Begins»

### Сборники
- Stockings by the Fire (Starbucks Entertainment Compilation) (2007): «Let it Snow»

## Фильмография
| Год  |     | Русское название                                  | Оригинальное название                       | Роль              |
| ---- | --- | ------------------------------------------------- | ------------------------------------------- | ----------------- |
| 1997 | ф   |                                                   | Here Dies Another Day                       | девушка №1        |
| 2002 | ф   | Между черным и белым                              | The Gray in Between                         | 21-летняя девушка |
| 2004 | кор | Маленький черный ботинок                          | Little Black Boot                           | певица            |
| 2007 | с   | C.S.I.: Место преступления Нью-Йорк               | CSI: NY                                     | Нова Кент         |
| 2012 | мф  |                                                   | The Story of Pines                          | Сосна             |
| 2014 | с   | Очевидное                                         | Transparent                                 | Кайя              |
| 2015 | с   | Раскопки                                          | Dig                                         | Эмма Уилсон       |
| 2015 | ф   | Чужие дети                                        | Other People's Children                     | Винтер            |
| 2016 | ф   | Фантастические твари и где они обитают            | Fantastic Beasts and Where to Find Them     | Куинни Голдштейн  |
| 2016 | ф   | Между нами                                        | Between Us                                  | Надя              |
| 2018 | ф   | Фантастические твари: Преступления Грин-де-Вальда | Fantastic Beasts: The Crimes of Grindelwald | Куинни Голдштейн  |
| 2018 | ф   | Отчаянный ход                                     | The Last Full Measure                       | Тара Хаффман      |
| 2019 | кор |                                                   | White Echo                                  | Аурелия           |
| 2022 | ф   | Фантастические твари: Тайны Дамблдора             | Fantastic Beasts: The Secrets of Dumbledore | Куинни Голдштейн  |